# 독립파
독립파(獨立派, Independents)는 영국 청교도혁명(淸敎徒革命)의 중심 세력을 이루었던 종파다. 예수교 신교의 한 파로 17세기 영국에서 각 교회의 독립과 자치를 내걸고 국교회로부터 분리하여 독립했다. 다른말로 '회중파', '조합파'로 불리기도 하였다.

## 같이 보기
- 비국교도